# Hultehouse
Hultehouse è un comune francese di 359 abitanti situato nel dipartimento della Mosella nella regione del Grand Est.

## Società

### Evoluzione demografica
Abitanti censiti